# Ariya Phounsavath
Alex Ariya Phounsavath Destribois, né le 1er mars 1991 à Vientiane, est un coureur cycliste laotien, qui a notamment participé à la course en ligne des Jeux olympiques de 2016.

## Biographie
Il court au sein du CC Villeneuve Saint-Germain en France en 2016. Neuvième de Paris-Chauny, il participe au cours de l'été à la course en ligne des Jeux olympiques au Brésil.
En 2017, il fait partie pendant quelques mois de l'équipe continentale Nice, avant de rejoindre la formation Thailand Continental.

## Palmarès
- 2009
  - Tour du Laos :
    - Classement général
    - 3e étape
- 2010
  - Tour of Friendship :
    - Classement général
    - 4e étape
- 2013
  -  Médaillé d'or de la course en ligne des Jeux d'Asie du Sud-Est
- 2014
  - 4e étape du Tour des Philippines
  - 2e de la Melaka Governor Cup
  - 3e du Taiwan KOM Challenge
- 2016
  - Masters Tour of Chiang Mai :
    - Classement général
    - 3e et 4e (contre-la-montre) étapes
- 2017
  - Ho Chi Minh City Television Cup
  - Tour du Lanna :
    - Classement général
    - 1re et 6e étapes
- 2018
  - Classement général du Tour d'Indonésie
  - 3e du Tour de Singkarak
- 2019
  -  Médaillé d'argent de la course en ligne aux Jeux d'Asie du Sud-Est
- 2020
  - Cambodia Bay Cycling Tour : 
    - Classement général
    - 1re étape
- 2022
  - 2e du Masters Tour of Chiang Mai
- 2023
  -  Champion du Laos sur route
  -  Champion du Laos du contre-la-montre
  - 2e du Sharjah Tour
  - 3e du Tour de Kandovan
- 2024
  -  Champion du Laos sur route
  -  Champion du Laos du contre-la-montre
- 2025
  -  Champion du Laos sur route
  -  Champion du Laos du contre-la-montre

## Classements mondiaux
| Année                                 | 2014 | 2015 | 2016 | 2017  | 2018 | 2019  | 2020 | 2021 | 2022  | 2023 | 2024 |
| ------------------------------------- | ---- | ---- | ---- | ----- | ---- | ----- | ---- | ---- | ----- | ---- | ---- |
| Classement mondial                    |      |      | nc   | 1660e | 556e | 1244e | 597e | nc   | 1970e | 450e | 779e |
| UCI Asia Tour                         | 79e  | nc   | nc   | 279e  | 41e  | 78e   | 19e  | nc   | 195e  | 24e  | 38e  |
|                                       |      |      |      |       |      |       |      |      |       |      |      |
| Légende : nc = non classéSource : UCI |      |      |      |       |      |       |      |      |       |      |      |